# Jeff Lindsay
Jeffrey P. Freundlich (14 de julio de 1952), más conocido como Jeff Lindsay, es un dramaturgo y novelista estadounidense.

## Biografía
Graduado en el Middlebury College de Middlebury, Vermont en 1975, Lindsay está casado con la sobrina de Ernest Hemingway, la también escritora Hilary Hemingway, con quien vive en Cabo Coral, Florida. Con ella ha coescrito muchas de sus obras, al igual que con Michael Dorn, con quien escribió Time Blender. 
A pesar de ello, es mundialmente conocido por ser el creador del asesino en serie Dexter, protagonista de varias novelas, la primera El oscuro pasajero (2004).
El primer libro fue incluido en la lista de nominación original para el Mystery Writers of America como Mejor novela inicial, pero fue eliminado al descubrirse que, durante los 90, escribió varias novelas bajo el seudónimo de Jeffrey P. Lindsay. A pesar de ello, el éxito del personaje fue tal que Showtime le dio una oportunidad televisiva: Dexter, protagonizada por Michael C. Hall y cosechando un éxito rotundo.
La primera temporada de la serie está basada en el primer libro y la segunda tiene alguna que otra similitud con Querido Dexter, pero a partir de entonces se han tomado libertad creativa.

### Novelas
Serie Billy Knight Thrillers:
1. Tropical Depression: A Novel of Suspense, o Tropical Depression (1994)
Tropical Depression: A Novel of Suspense (1994), como Jeffry P. Lindsay
Tropical Depression (2015)
2. Red Tide (2015)

Serie Dexter:
1. El oscuro pasajero, o Dexter: El oscuro pasajero (Darkly Dreaming Dexter) (2004)
2. Querido Dexter (Dearly Devoted Dexter) (2005)
3. Dexter en la oscuridad (Dexter in the Dark) (2007)
4. Dexter: Por decisión propia (Dexter by Design) (2009)
5. Dexter: El asesino exquisito (Dexter Is Delicious) (2010)
6. Dexter por dos (Double Dexter) (2011)
7. Dexter, cámara, ¡acción! (Dexter's Final Cut) (2013)
8. La muerte de Dexter (Dexter Is Dead) (2015)

Serie Riley Wolfe:
1. Just Watch Me (2019)
2. Fool Me Twice (2020)[2]
3. Three-Edged Sword (Publicación esperada: 6 de diciembre de 2022)

Independientes:
- Dream Land: A Novel of the UFO Cover-Up (1995), como Jeffry P. Lindsay, con Hilary Hemingway
- Time Blender (1997), como Jeffry P. Lindsay, con Michael Dorn y Hilary Hemingway, ISBN 978-0-06-105682-6
- Dreamchild (1998), como Jeffry P. Lindsay, con Hilary Hemingway, ISBN 978-0-312-85631-1

### Cómics
- Dexter: A Graphic Novel (2013-2014), 5 volúmenes
- Dexter Down Under (2014), 5 volúmenes

### No ficción
- Hunting with Hemingway: Based on the Stories of Leicester Hemingway, o Hunting with Hemingway (2000), con Hilary Hemingway, ISBN 978-1-57322-159-7, biografía

## Adaptaciones
- Dexter (2006-2013), serie creada por James Manos Jr., basada en la serie Dexter
- Dexter: Serial Killer by Night (2006), cortometraje, basado en la serie Dexter
- Dexter: Blood Spatter (2006), serie animada, basada en la serie Dexter
- The Dark Defender (2007), serie animada, basada en la serie Dexter
- Dexter: Early Cuts (2009-2012), serie animada dirigida por Marco Fernández, basada en la serie Dexter
- Dexter: New Blood (2021-2022), miniserie dirigida por Marcos Siega, basada en la serie Dexter